# Lethocoleoideae
Lethocolea, rod jetrenjarki smješten u vlastitu potporodicu Lethocoleoideae, dio porodice Acrobolbaceae. Sastoji se od osam priznatih vrsta

## Vrste
1. Lethocolea congesta (Lehm.) S.W. Arnell
2. Lethocolea glossophylla (Spruce) Grolle
3. Lethocolea indica G. Asthana & Maurya
4. Lethocolea javanica (Schiffn.) Grolle
5. Lethocolea naruto-toganensis Furuki
6. Lethocolea pansa (Taylor) G.A.M. Scott & K.G. Beckm.
7. Lethocolea radicosa (Lehm. & Lindenb.) Grolle
8. Lethocolea repens S. Winkl.